# 老年期の終り
「老年期の終り」（ろうねんきのおわり）とは藤子・F・不二雄（発表時は藤子不二雄名義）の短篇漫画である。初出は1978年（昭和53年）『マンガ少年』08月号であり、単行本には1980年（昭和55年）には『藤子不二雄SF短編集 創世日記』（サンコミックス）を始めとして8つの短篇集に収録されている。

## あらすじ
地球から5000光年離れ、銀河系の中心近くに位置する星「ラグラング」。歴史が始まって5000年が過ぎたこの星は、都市の大半が無人となり、わずかな住民が残るだけとなっていた。そんな中、5000年間一度も鳴らなかった警報装置が鳴り響く。この警報装置は船籍不明のロケットが上空に侵入すると鳴るというもので、着陸したロケットの内部には人工冬眠状態の少年がただ1人寝ていた。医者のタマゴであるマリモの治療により意識を取り戻した少年は、6000年前に地球から異星の文明と出会うための旅に出たイケダという宇宙飛行士で、総督と面会を果たし地球代表としての友好の意を伝える。だが、そこで総督は衝撃的な事実を告げる。ラグランクは恒星間航路の拠点としての役目を終え、明日にも無人の星と化すどころか、なんとイケダを含む最後の住民はワープ航法で60日後には地球に戻るのだ。家族や恋人をも捨てた6000年間が無駄となったことに、イケダは絶望して気絶してしまう。
再び意識を戻し、ガールフレンドが歌う「マギー若き日の歌を」（When You and I Were Young, Maggie）に聴き入るイケダに、マリモの祖父ゲヒラはラグラングの歴史と人類の現状を語りだす。ラグラングが星としての一生を終えようとしているのと同時に、極度の出生率低下や宇宙各地からの撤退などが進み、人類という種族そのものが老年期を迎えて衰退しつつある。だが、ゲヒラは人類が何度も滅びかけながら種族として存続してきた、このことを評価するという。気が滅入る話が続くのに嫌気が差したマリモは、イケダを連れてラグラングを案内するが、どこも無人の廃墟と化し、空港長も昔日の思い出に耽るばかりであった。ラグラングからの最終便が出る日、着々と住民たちの宇宙船への搭乗が進む中、イケダは自分が乗ってきたロケットの調整を行っていた。イケダは人類の退行に反論し、可能性を求めて再びラグラングから外宇宙へ旅立つという。マリモはイケダの決意を一度は止めるが、イケダの情熱に感化され、旅への同行を申し込む。地球人から失われて久しい冒険心と若さを2人の姿に見たゲヒラは、生まれ育った母星ラグラングにひとり残り続けることを選択する。遠い未来、遠い宇宙で人類が再出発する可能性を感じながら、ゲヒラは飛び立つふたつの宇宙船を見送るのであった。

## 登場人物
イケダ
2057年に地球を発った宇宙飛行士の少年。銀河横断ロケットのただ1人の乗組員で、冬眠状態のままラグラングに到着する。
マリモ
医学生で医者のタマゴ。人の言葉を解するオウムを飼っている。イケダを人工冬眠から蘇生させ、事実を知って落ち込むイケダに付き添う。
ゲヒラ
マリモの祖父で、ラグラング生まれの老人。政庁のデータバンクで司書をしており、資料の整理のために最後までラグラングに残っていた。
治安官
治安局の局員。ラグラングの警察官や保安官のような立場。イケダの治療をマリモに依頼する。
ウルバン
治安局の局員。治安官の部下で、治安官が乗るサイドカーを運転している。
総督
ラグラング星の総督。意識を回復したイケダと面会する。
空港長
135歳で「空港の主」と呼ばれている。宇宙空港を訪れたイケダとマリモに、曽祖父の曽祖父の頃に栄えていた宇宙空港の昔話をする。

## 登場メカニック
銀河横断ロケット
イケダが乗り込んでいる宇宙船。異星文明との接触を目的として、地球連邦によって2057年に打ち上げられた。動力はフォトンエンジン。ワープ航法開発以前に建造されたため最大速度は亜光速止まりであり、航行中の乗員は人工冬眠状態に置かれるが、人工冬眠からの解凍には到着先で適切な措置が取られる必要がある。乗員はイケダ1名のみだったが、2名が搭乗することも可能。
最終便のロケット
五年計画で進められていたラグラング星からの引き上げ計画の最終便で、作中のラグラング星の宇宙空港にはこのロケット以外は駐機されていなかった。ワープ航法での航行が可能。

## 作中の年表
- 2057年、イケダが地球連邦統治下の地球を出発する。
- 23世紀半ば、ワープ航法が開発される。
- 3065年、銀河系各地に人類が移住し、銀河連邦が誕生する。
- 31世紀頃、ラグラングに最初の宇宙移民が降り立ち、銀河開発のための中継基地となる。
- 31世紀より更に約5千年後の80世紀代、ラグラングから住民が撤退を終える直前の時代。物語の舞台。

作中の時代では、21世紀は先古典期という時代に区分される。なお、ゲヒラによると人類滅亡の危機が何度もあったそうである。

## 初出時からの変更
初出時のページ数は表紙を含めて31ページで、単行本化の際に加筆され44ページになっている。メモリアルホールや宇宙空港を訪れる場面が追加されている。

## 収録書籍
- 『藤子不二雄SF短編集 創世日記』（サンコミックス） 1980年6月30日初版発行
- 『藤子・F・不二雄 SF全短篇2 みどりの守り神』 中央公論社（中公愛蔵版） 1987年3月20日初版発行 ISBN 4-12-001557-2
- 『少年SF短篇2 創世日記』中央公論社（藤子不二雄ランド） 1989年2月17日初版発行 ISBN 4-12-410227-5
- 『藤子・F・不二雄SF短篇集1 創世日記』中央公論社（中公文庫コミック版） 1994年9月18日初版発行 ISBN 4-12-202148-0
- 『藤子・F・不二雄―ビッグ作家究極の短編集』ビッグコミックス 1997年12月1日初版発行 ISBN 4-09-183884-7
- 『藤子・F・不二雄SF短編集＜PERFECT版＞4　未来ドロボウ』小学館 2000年11月20日初版発行（10月25日発売[1]）ISBN 4-09-176204-2 A5判/370ページ
- 『藤子・F・不二雄SF短編集01』 My First BIG
- 『少年SF短編2』（藤子・F・不二雄大全集）小学館 2011年4月25日発売[2][3]

## 脚註
1. ↑  “『藤子・Ｆ・不二雄SF短編集＜PERFECT版＞4　未来ドロボウ』”. 2011年2月24日閲覧。
2. ↑  「『藤子・F・不二雄大全集』第2期刊行ラインナップ」 『Fの森の歩き方』p282
3. ↑  “小学館雑誌定期購読”.  小学館 (2010年6月25日). 2011年2月24日閲覧。